# La regina della rosa bianca
La regina della Rosa Bianca è un romanzo storico scritto da Philippa Gregory. Pubblicato per la prima volta nel 2009, è il primo romanzo della serie La guerra dei cugini (The Cousins' War). La storia è ambientata in Inghilterra nella primavera del 1464 e si conclude nel marzo del 1485 sullo sfondo della Guerra delle due rose. Nel rispetto della cronologia degli avvenimenti questo testo andrebbe letto dopo La signora dei fiumi che tratta gli anni precedenti.
La protagonista del romanzo, Elisabetta Woodville, sostenitrice della casata dei Lancaster nella primavera del 1464, si trova, in seguito alle lotte tra le due dinastie rivali e all'ascesa degli York, vedova e senza ricchezze da lasciare ai suoi due figli. Questa situazione la porterà a rivendicare i suoi diritti dal re Edoardo IV di cui si innamorerà. Diventata regina, Elisabetta sarà ostacolata dal fratello del Re, Giorgio di York, e dal Conte di Warwick, i quali cercheranno in qualunque modo di far cadere il trono e di sottrarre il potere a Edoardo e alla famiglia Woodville. Così la protagonista, con l'aiuto della sua famiglia, si vedrà costretta a proteggere il proprio trono con tutti i mezzi necessari.

## Storia editoriale
Prima pubblicazione: 18 agosto 2009.

## Genesi dell'opera
Il libro nasce dalla scoperta dell'autrice di alcune voci su una presunta relazione tra Elisabetta di York, moglie di Enrico VII, e Riccardo III. La scrittrice, attratta dalla vicenda, ha iniziato così a "scavare" nella vita di Elisabetta e dei suoi parenti prossimi, in particolar modo su quella della madre, la quasi-sconosciuta Elisabetta Woodville. Nel far ciò si è basata sull'unica biografia affidabile in circolazione, l'opera dello storico David Baldwin, dei cui consigli si è avvalsa anche in fase di stesura dell'opera.

## Ambientazione
Il libro si apre nel 1464 in Inghilterra. In quegli anni il paese vede alternare sul trono York e Lancaster, due potenti casate strettamente imparentate. Per quanto la storia si svolga per la maggioranza in Inghilterra, ci sono alcune digressioni in Francia, Borgogna e Fiandre e con il corso della vicenda, si amplia al Galles. In particolare, i luoghi più importanti per la storia sono Grafton, città natale della famiglia Woodville, Londra, dove risiederanno Elisabetta ed Edoardo, e il Galles, dominio di Jasper Tudor.
Vengono anche citati i teatri delle più importanti battaglie dell'epoca, come Towton, dove i fratelli York sono testimoni dei tre soli nel cielo, presagio che li accompagnerà nel corso della storia, e St. Albans, dove cadde il primo marito di Elisabetta nel 1461.

## Trama
La protagonista lady Elisabetta Grey, giovane donna di 27 anni, famosa per la sua bellezza e la sua eleganza, vive a Grafton in una famiglia di piccola nobiltà inglese. Suo padre è Richard Woodville Barone di Rivers e sua madre è Jacquetta del Lussemburgo. Jacquetta donna elegante e dotata di una saggezza unica, audace sostenitrice e consigliera della figlia, si rivelerà fondamentale nel corso della storia per le scelte di quest'ultima. All'inizio del racconto Elisabetta è vedova da ormai tre anni del marito John Grey, il quale era capo della cavalleria Lancaster nella battaglia di St. Albans. A causa dell'ascesa al potere degli York, ella perde il patrimonio che avrebbe dovuto lasciare ai suoi figli Thomas e Richard, rispettivamente di 9 e 8 anni. La vedova sperando di poter catturare l'attenzione del re York, il giovane Edoardo IV, il quale aveva la fama di essere facilmente persuadibile dal gentil sesso, si reca a Northampton per rivendicare le proprie terre . Una volta incontratisi, Edoardo ed Elisabetta si innamorano subito e si sposano in gran segreto con la testimonianza della sola Jacquetta. La necessità di segretezza era dovuta al fatto che Richard Neville, Conte di Warwick, il più importante e potente alleato di Edoardo e di Casa York, aveva organizzato un matrimonio tra il re ed una principessa francese, per garantire la pace con la Francia. In seguito alla dichiarazione pubblica da parte di Edoardo del matrimonio, Elisabetta si stabilisce a Corte. Warwick inizia ad agire contro la Corona, deluso e tradito dal comportamento del Re, scatenando una serie di battaglie e rappresaglie in una delle quali Edoardo viene catturato e nella quale perdono la vita anche uno dei fratelli e il padre di Elisabetta. Warwick non agisce da solo, ma ottiene l'aiuto di uno dei fratelli del re, Giorgio, Duca di Clarence, ambizioso e viziato, che prende in moglie Isabelle Neville, figlia maggiore di Warwick, per sancire la loro alleanza. La vicenda darà vita ad una serie di tradimenti e cambi di fazione, che vedranno Elisabetta combattere per la pace prima e per difendere la posizione sua e della sua famiglia a Corte dopo.

## Tematiche affrontate
I temi che sono affrontati nel racconto.

### Magia
Il racconto è caratterizzato da moltissimi riferimenti alle arti magiche. L'autrice stessa infatti ammette nelle note del libro, di aver iniziato la storia anche perché molto interessata dalla magia medioevale. La protagonista discende da una famiglia magica, infatti è nipote dei duchi di Borgogna che si ritenevano discendenti della dea dell'acqua. La magia appare nel romanzo fin dalle prime pagine dove la madre di Elisabetta le assegna il compito di tirar su un filo immerso nel fiume di giorno in giorno, fino a trovare al suo capo un anello, simbolo del futuro matrimonio con il re. Le magie delle donne Woodville si realizzano spesso attraverso l'acqua o comunque nelle sue prossimità, essendo legata infatti alle loro origini divine. La madre Jacquetta nel corso della storia viene processata e riconosciuta colpevole di stregoneria. Nel prosieguo della storia sono frequenti anche le maledizioni, usate da Elisabetta come armi contro il conte di Warwick e Giorgio ma che spesso le si ritorceranno contro. I riferimenti alla magia e alla stregoneria sono comunque in linea con la mentalità del tempo, la società medievale infatti, vedeva come una reale minaccia presagi, incantesimi e pratiche di questo tipo a tal punto da far giustiziare chi fosse accusato di stregoneria .

### Amore
L'amore è presente in varie forme nel racconto.
L'amore di Elisabetta verso la sua famiglia, specialmente quello per i suoi figli. Elisabetta subisce un cambiamento nel corso delle pagine e sembra che l'amore sia in parte accantonato dalla vendetta e bramosità che agiscono in contrapposizione all'amore e che specialmente alla fine sembra lo sostituiscono. Infatti nelle ultime pagine la protagonista preferisce vivere come rifugiata in chiesa, aggrappandosi a una possibilità remota di tornare sul trono invece che scappare, permettendo così a lei e i suoi figli una vita normale.
L'amore di Elisabetta per Edoardo, centro del racconto e delle vicissitudini successive, motivo e causa scatenante dei contrasti con Richard Neville conte di Warwick e con i fratelli del re, Giorgio e Riccardo. Infatti è per la gelosia nei confronti del potere di Elisabetta se il conte di Warwick va contro Edoardo.

### Ambizione
Le battaglie per la conquista del trono all'interno della stessa famiglia vengono fomentate dall'ambizione dei fratelli York, Giorgio e Riccardo. Giorgio viene descritto come il figlio preferito dalla madre, viziato e arrogante, che brama il trono più di tutti e per riuscire ad ottenerlo non esita ad allearsi con i nemici del fratello Edoardo, Richard Neville (conte di Warwick). L'ambizione di Giorgio e il suo desiderio per il potere eclissano l'affetto fraterno, "era pronto a tagliargli la gola e a farsi strada nel suo sangue per arrivare alla corona". Fin da subito Elisabetta, consigliata da sua madre, si accorge di questo ma Edoardo, troppo benevolo e spinto da affetto sincero, perdona il fratello maggiore più volte nonostante i numerosi tradimenti. L'ultimo di questi tradimenti da parte di Giorgio obbligherà Edoardo ad agire.
Anche Elisabetta diviene nel corso della storia vittima dell'ambizione. Inizialmente desiderosa di vivere una vita tranquilla, che cerca disperatamente di ottenere, cambia con l'ascesa al trono. La volontà di mantenere il potere e di assicurare un futuro da re ai figli non l'abbandona neanche dopo la morte di Edoardo.

### Religione
Tema secondario nel racconto è quello religioso. I riferimenti a Dio e alla Chiesa cattolica però sono pur sempre frequenti e infatti nell'epoca in cui è ambientato il romanzo ovvero il XV secolo, la considerazione della preghiera e del clero era molto importante. Anthony fratello della regina Elisabetta incarna questo aspetto religioso, essendo molto credente. Andrà in pellegrinaggio a Roma, anche se non riuscirà ad esaudire il suo desiderio di visitare Gerusalemme.

### Potere femminile
Di primaria importanza nel libro è il ruolo della donna, vista in quel tempo con pregiudizio, specialmente se in posizioni di potere, come nel caso di Elisabetta. Questo pregiudizio verso il gentil sesso ha suscitato interesse nella scrittrice, diventandone fonte di ispirazione "dato il mio personale interesse sul potere femminile e sul pregiudizio in cui s'imbattevano le donne potenti, compresi che per me sarebbe stato, ricercatrice e scrittrice, un terreno fertile e così è stato." Elisabetta era odiata dai nobili York perché sapeva comandare e prendere decisioni strategiche. Giorgio e Riccardo l'accusano inoltre di aver manovrato Edoardo e di averlo persuaso a prenderla in moglie solo grazie ad un incantesimo.

### Storico
Il libro è un romanzo storico, si svolge in Inghilterra nella seconda metà del XV secolo durante la guerra delle due rose. Partendo dal 1464 periodo che vede gli York affermarsi in Inghilterra (già dal 1461 gli York sono sul trono) e si chiude nella primavera del 1485 periodo della pace dei Tudor. Ovviamente alcuni fatti sono romanzati e alcune vicende come quelle magiche sono puramente nate dalla fantasia della scrittrice. In certe occasioni è la scrittrice stessa che ammette che ha dovuto scegliere tra versioni contraddittorie e distinte e talvolta ha dovuto riempire delle lacune con situazioni inventate, inoltre in quegli anni l'Inghilterra era in guerra e quindi alcune decisioni e complotti erano presi in segreto e su due piedi quindi non documentate. Alcune vicende nel libro sono racconti popolari dell'epoca e leggende.

### Nobiltà
Nell'epoca medioevale erano poche le persone che sposavano per amore. La maggior parte delle famiglie si formavano per matrimoni combinati fra persone dello stesso rango sociale. Questo sembra non verificarsi per Elisabetta ed Edoardo, e per i genitori di quest'ultima. Infatti
Jacquetta sebbene provenisse da una famiglia nobile della Borgogna e fosse stata una delle dame preferite da Margherita d'Angiò, sposa Richard Rivers, semplice cavaliere, che ottiene il titolo solo tramite la moglie.

### Rapporto fraterno
Tema centrale dell'opera è il rapporto fraterno che viene mostrato nelle sue diverse sfaccettature. Il rapporto tra la protagonista e suo fratello Anthony si erge su affetto sincero, stima reciproca e voglia di aiutarsi. Le parole di Elisabetta nel libro fanno capire quanta stima ha nei confronti di suo fratello Antony: «Ma Antony, mio fratello, è magnifico: la corte è pazza di lui. Siede sul suo destriero con grazia e porta i miei colori e spezza le lance di oltre una decina di uomini. E nessuno riesce a eguagliare la sua poesia. Lui scrive nello stile romantico dei paesi del sud e parla di gioia con una punta di tristezza, un uomo che sorride alla tragedia. Compone poemi su amori che non verranno mai soddisfatti, su speranze che fanno attraversare deserti di sabbia agli uomini e mari d'acqua alle donne. Non c'è da stupirsi se ogni dama a corte si innamora di lui».
La fiducia nel fratello e nelle sue capacità, sarà tale da portare Elisabetta ad affidargli il figlio primogenito del re, il principe Edoardo. Totalmente opposto è il rapporto tra Re Edoardo IV e i suoi fratelli. Riccardo, il più giovane dei fratelli del casato York, "assomiglia al padre scuro e mingherlino, è un giovane pio riflessivo, è una persona ombrosa ma fedele, leale. Sincera nel suo affetto verso il re, lo accompagnerà nelle varie vicissitudini che sconvolgono la pace, restando sempre al suo fianco nei vari cambi di alleanze. Alla morte del Re però prenderà il trono per sé, ignorando la volontà del fratello il quale lo voleva come protettore degli interessi del giovane principe Edoardo. Giorgio è descritto come il preferito dei figli York dalla regina madre: «è il figlio viziato e crede veramente di non sbagliare mai» e il solo re legittimo secondo la madre che per cercare di farlo arrivare al trono al posto di Edoardo arriverà a dichiarare illegittimo quest'ultimo. Giorgio non ha a cuore la famiglia pensa solo al potere e ricchezza, brama la corona e la considera più importante di ogni legame di sangue. Giorgio viene delineato come una personaggio senza ideali e avido, tradirà molte volte suo fratello il re, cosa che alla fine gli costerà la vita. «Edoardo vive come se non ci fosse un domani, Riccardo come se non volesse un domani e Giorgio come se qualcuno glielo dovesse dare a titolo di favore».

## Personaggi
- Elisabetta: la protagonista del racconto, nel 1464 ha 27 anni, vedova e madre di due figli orfani, discende dai duchi di Borgogna, che appartengono alla stirpe di Melusina dea dell'acqua. È l'affascinante figlia di Richard Woodville e Jacquetta, bellissima, determinata e mossa dall'amore per la famiglia. Il suo percorso nel racconto è dinamico, subirà un forte cambiamento.
- Thomas: figlio di Elisabetta nel 1464 ha 9 anni, è figlio del marito morto in battaglia a St. Albans.
- Richard: figlio di Elisabetta nel 1464 ha 8 anni, è figlio del marito morto in battaglia a St. Albans.
- Edoardo: figlio primogenito del re Edoardo ed Elisabetta destinato a salire al trono. Viene mandato nel nord con lo zio Anthony fratello di Elisabetta per imparare a governare
- Riccardo: figlio secondogenito del re e della regina, mandato da sua madre nelle Fiandre, in segreto per tenerlo nascosto da Riccardo, fratello di Re Edoardo
- Elisabetta: figlia della regina Elisabetta, ricorda in tutto e per tutto il rapporto che c'era fra la madre Jacquetta e Elisabetta, salirà al trono come moglie di Enrico VII. Attraverso questo personaggio la scrittrice Philippa Gregory mette in luce la dinamicità della madre e quindi la sua ambizione al poter che sovrasta la possibilità di una vita tranquilla[8].
- Cecilia: personaggio secondario, figlia sempre di Edoardo ed Elisabetta
- Jacquetta: La madre della protagonista, imparentata con i Duchi di Borgogna trasmette a Elisabetta e alle altre figlie la discendenza di Melusina. Intelligente e determinata, sostenitrice da subito del matrimonio di Elisabetta, ha il dono della veggenza. Viene anche descritta come una donna affascinante. Quando era la casata Lancaster a essere al potere Jacquetta era a corte ed era una dama di compagnia della regina Margherita d'Angiò.
- Richard Woodville: Barone di Rivers padre di Elisabetta, un tempo fedele dei Lancaster, come tutta la famiglia Woodville.
- Anthony Woodville: fratello maggiore di Elisabetta. Amato da tutti, questo personaggio è descritto come un uomo saggio e giusto un ottimo compagno in armi e un ottimo fratello, particolarmente devoto a Dio e alla scrittura, infatti sogna di poter fare un pellegrinaggio a Gerusalemme e dedicarsi alla poesia.
- Elizabeth: moglie di Anthony, non può avere figli. Nel racconto viene menzionata poche volte.
- John Woodville: Fratello maggiore di Elisabetta viene ucciso insieme al padre Richard dal conte di Warrick e il fratello di Edoardo IV, Giorgio.
- Richard Woodville: Fratello maggiore di Elisabetta
- Edward Woodville: Fratello maggiore di Elisabetta, importante è il suo ruolo nelle ultime pagine del racconto, infatti fa da tramite a Nord con i Tudor per togliere dal trono Riccardo mentre la regina Elisabetta, sua sorella, è costretta a restare chiusa al sicuro nella chiesa con le figlie.
- Lionel Woodville: Fratello maggiore di Elisabetta e vescovo. Dopo la morte di Edoardo IV la posizione dei Woodville si fece ancor più difficile il fratello del re Riccardo di Gloucester fece dichiarare nullo il matrimonio di Elisabetta e rivendicò il trono. Elisabetta, le figlie e Lionel trovarono rifugio a Westminster. La vita di Lionel tuttavia, essendo vescovo, non era in pericolo, infatti lasciò presto la sorella e le nipoti.
- Edoardo IV: Re e marito della protagonista Elisabetta, conquista il trono spodestando la casata cugina Lancaster, temibile guerriero non ha mai perso una battaglia, circondato da un regno che lo disapprova dovrà quindi gestire numerose rivolte e guerriglie all'interno del regno. Il rivale peggiore è proprio suo fratello Giorgio che insieme a Lord Warwick tenterà di sottrargli il regno, ebbe numerosi figli con Elisabetta che amava molto, anche se aveva molte amanti la più famosa delle quali fu Jane shore. Nel libro si parla anche della presunta illegittimità di Edoardo dove secondo alcune voci popolari era nato da una relazione con un arciere del Kent di nome Blaybourne.
- Jane Shore: amante di Edoardo viene descritta come una donna buona che amava Edoardo e che dopo la sua morte fa da messaggera per Elisabetta.
- Giorgio Duca di Clarence: Forse l'antagonista del racconto, odiato profondamente dalla protagonista. Giorgio sposò Isabella Neville, figlia maggiore di Richard Neville. Quando suo suocero, il conte di Warwick, divenne scontento e geloso, abbandonò Edoardo per allearsi con Margherita d'Angiò, moglie del deposto re Enrico, Clarence si unì a lui in Francia, portando la moglie incinta, Isabel. Diede alla luce la loro primogenita, Anne, su una nave al largo di Calais per colpa di una bufera invocata dall'incantesimo di Elisabetta la bambina morì poco dopo.
- Riccardo: Fratello di Edoardo e Giorgio. Contrariamente a Giorgio godeva della fiducia del re, dopo la morte di questo governò per poco tempo come reggente in vece del nipote Edoardo V con il titolo di Lord Protettore. Sposato con Anna Neville, dalla quale ebbe un unico figlio, che morì in giovane età. Divenne Re, dopo che il matrimonio di Edoardo con Elisabetta Woodville fu dichiarato invalido e i figli della loro unione furono quindi dichiarati illegittimi e ineleggibili per il trono.
- William Hastings: Presente fin dall'inizio del racconto è uno dei sostenitori maggiori del re Edoardo IV non che l'amico più sincero e compagno di molte battaglie, starà accanto al re fino alla sua morte. Non aveva una buona considerazione di Elisabetta, ma la lealtà per suo marito andava oltre a questo. Venne giustiziato per volere di Riccardo III d'Inghilterra che sospettava il suo tradimento.
- Anna Neville: Era la figlia minore di Richard Neville. Si sposò con Riccardo con il quale fece un figlio che morì poco dopo. In seguito a questo lutto Anna iniziò ad ammalarsi e poi morì, è descritto anche il rapporto che aveva con la figlia di Elisabetta, lei stessa spronava la giovane a stare con Riccardo e tenergli compagnia, infatti non raramente la sostituiva nelle cene reali e altri avvenimenti così da far nascere scalpore alla notizia della morte tanto che girarono voci di un possibile avvelenamento.
- Isabella Neville: Figlia maggiore di Richard Neville, sorella maggiore di Anna e moglie di Giorgio fratello di Edoardo IV. Citando il libro "è una giovane pallida e magra, che pare spaventata dalla parte che deve interpretare nel grandioso disegno del padre."[9] Il re si oppose al matrimonio ma per volere del padre che aspirava al potere fu ugualmente fatto in segreto. La prima figlia che fece con Giorgio mori in nave verso Calais.
- Margherita d'Angiò: Nel racconto non si parla della storia precedente e di quando era al trono infatti all'inizio lei è già in esilio ma comunque ci sono dei riferimenti al suo trono, quando suo marito re Enrico VI cadde in malattia era lei infatti a governare. Alleata con la Francia fa numerose rivolte nel regno d'Inghilterra fino al maggio 1471 dove viene imprigionata e colpita dalla morte del figlio.
- Enrico VI: Cugino del padre del re Edoardo IV, era re prima del 1461 anche se nel racconto non viene descritto il suo trono, viene considerato un "vecchio" innocuo e malato, vive rinchiuso nella torre di Londra dove morirà assassinato dai tre fratelli York perché troppo pericoloso per il regno. " se Neville occupasse la torre ed Edoardo venisse sconfitto nel nord allora ricomincerebbe tutto(.) Neville potrebbe liberare re Enrico e portarlo da Margherita. Potrebbero fare un altro figlio. L'unico modo per mettere fine alla loro dinastia, per porre definitivamente una conclusione a queste guerre è la morte. La morte di Enrico. Abbiamo soppresso l'erede, ora dobbiamo eliminare il padre."[10]
- Margareth Beaufort: imparentata con Enrico VI, madre di Enrico Tudor. Margaret si sposò con Henry Stafford ma quando lui mori, lasciandola vedova, si risposò con Thomas Stanley. Margareth alla fine del racconto cospirò segretamente con Elisabetta, la protagonista, con la quale concordò di far sposare suo figlio Enrico con Elisabetta, questo non avvenne almeno inizialmente perché dopo la morte di Anna Neville iniziarono a girar voci sul rapporto della Woodville con Riccardo.
- Jasper Tudor: Potente del Galles e zio di Enrico Tudor. "Uno dei più grandi condottieri che il casato Lancaster abbia mai avuto"[11]. Tutore del figlio di Margareth Beaufort che cercò di riportare sul trono. Nel racconto non occupa uno spazio ampio soprattutto all'inizio del romanzo
- Enrico Tudor: all'inizio del racconto vive con lo zio del Galles, ultimo discendente dei Lancaster, alla fine del racconto gli viene promessa in sposa Elisabetta di York
- Duca di Buckingham Henry Stafford: forte alleato del duca di Gloucester, non viene menzionato molto nel libro.
- Thomas Stanley: Valoroso cavaliere tanto da riuscire a vincere un rubino durante la fiera per l'incoronazione di Elisabetta. Nel corso del racconto sposa con Margareth Beaufort.

## Narrazione
Il libro è scritto è in prima persona, la narratrice è quindi la stessa Elisabetta Woodville.
Nella narrazione ci sono salti temporali ed i capitoli prendono il nome dall'anno o dal mese a cui si riferiscono.

## La serie: The Cousins Wars
La serie dedicata alla Guerra delle due rose, è composta da sei libri:
- La regina della Rosa bianca: narrato dal punto di vista di Elisabetta Woodville, moglie di Edoardo IV e madre di Elisabetta di York;
- La regina della rosa rossa: narrato dal punto di vista di Margaret Beaufort, discendente dei Lancaster e madre di Enrico VII;
- La signora dei fiumi: narrato dal punto di vista di Jacquetta del Lussemburgo, madre di Elisabetta Woodville;
- La futura Regina: narrato dal punto di vista di Anne Neville, figlia di Richard conte di Warwick e sposa di Riccardo III;
- Una principessa per due re: narrato dal punto di vista di Elisabetta di York, figlia di Elisabetta Woodville e re Edoardo, e moglie di Enrico VII;
- La Maledizione del re: narrato dal punto di vista di Margaret Pole, figlia di Giorgio di York e Isabelle Neville

## Versioni tradotte
Tutte le versioni tradotte in altre lingue con la corrispettiva casa editrice.
- Indonesiano: Penerbit Erlangga
- Ceco: ALPRESS
- Danese: FORLAGET CICERO
- Tedesco:  ROWOHLT VERLAG
- Spagnolo: EDITORIAL PLANETA
- Francese: EDITIONS DE L'ARCHIPEL
- Croato: NAKLADNI ZAVOD
- Italiano: SPERLING & KUPFER
- Lettone: Apgads Kontinents, SIA
- Lituano: MEDIA INCOGNITO
- Ungherese: PALATINUS Könyvesház; Libri Kiado
- Olandese: MEULENHOFF BOEKERIJ
- Norvegese: Bazar Forlag
- Polacco: Książnica
- Portoghese: Planeta Manuscrito; Civilização Editora
- Portoghese brasiliano: Editora Record
- Rumeno: POLIROM
- Sloveno: MLADINSKA KNJIGA ZALOZBA
- Finlandese: BAZAR KUSTANNUS OY
- Svedese: Damm Förlag Sweden
- Turco: ARTEMIS YAYINLARI
- Bulgaro: Ednorog
- Russo: Exmo Publishers
- Serbo: Laguna
- Ebraico: Opus Press
- Giapponese: MEDIA FACTORY
- Cinese: SHANGHAI LITERATURE AND ART PUBLISHING HOUSE[12]

## Edizioni
- La regina della Rosa Bianca (The White Queen, 2009), Sperling & Kupfer, pp 464, ISBN 88-200-4842-6. Uscito in Italia nel 2011
- La regina della Rosa Rossa (The Red Queen, 2010), Sperling & Kupfer, pp 433, ISBN 88-200-5082-X. Uscito in Italia nel 2011
- La signora dei fiumi (The Lady of the Rivers, 2011), Sperling & Kupfer, pp 527, ISBN 88-200-5185-0. Uscito in Italia nel 2012
- La futura regina (The Kingmaker's Daughter, 2012), Sperling & Kupfer, pp 440, ISBN 88-200-5318-7. Uscito in Italia nel 2012
- Una principessa per due re (The White Princess, 2013), Sperling & Kupfer, pp 529, ISBN 88-200-5505-8. Uscito in Italia nel 2013
- The King's Curse, 2014 Inedito in Italia